# Горње Јаме
Горње Јаме су насељено мјесто на подручју града Глине, Банија, Сисачко-мославачка жупанија, Република Хрватска.

## Историја
Горње Јаме су се од распада Југославије до августа 1995. године налазиле у Републици Српској Крајини.

### Други свјетски рат
У селу Јамама срез Глина, Иван Јосиф Чиврић и Иван Портулипац "обешчастили су 4 сестре српкиње пред њиховим родитељима, а затим их све заклали". Са зликовцима је био и адвокат Лука Цветковић из Глине, пратилац министра правде др Пука.

## Становништво
| Националност       | 1991. | 1981. | 1971. | 1961. |
| Срби               | 24    | 18    | 72    | 111   |
| Југословени        |       | 34    | 8     |       |
| Хрвати             | 17    | 30    | 46    | 70    |
| остали и непознато | 3     | 1     | 1     |       |
| Укупно             | 44    | 83    | 127   | 181   |

| Демографија | Демографија | Демографија |
| Година      | Становника  | Становника  |
| ----------- | ----------- | ----------- |
| 1961.       | 181         |             |
| 1971.       | 127         |             |
| 1981.       | 83          |             |
| 1991.       | 44          |             |
| 2001.       | 9           |             |
| 2011.       |             | 0           |